# Rouvroy-sur-Audry
Rouvroy-sur-Audry é uma comuna francesa na região administrativa de Grande Leste, no departamento das Ardenas. Estende-se por uma área de 9,15 km². Em 2010 a comuna tinha 583 habitantes (densidade: 63,7 hab./km²).